# Torneig de Roland Garros 2021
El Torneig de Roland Garros 2021, conegut oficialment com a Internationaux de France 2021, és un esdeveniment de tennis disputat sobre terra batuda que pertany a la categoria de Grand Slam. La 120a edició del torneig se celebrarà entre el 24 de maig i el 13 de juny de 2021 al Stade Roland Garros de París, França. Inicialment s'havia de celebrar una setmana abans però l'organització va preferir aquest ajornament a causa de la pandèmia de COVID-19.

## Resum
- El tennista serbi Novak Đoković va guanyar el segon títol de Roland Garros i el dinovè títol individual de Grand Slam del seu palmarès. Amb aquest títol va esdevenir el primer tennista de l'Era Open en completar un segon Grand Slam en la carrera, i també el primer en remuntar dos sets en contra en la final. També va apuntalar el primer lloc del rànquing individual i es va situar a un sol títol de Grand Slam d'empatar amb Nadal i Federer al capdavant de la classificació de més títols de Grand Slam individuals. El seu contrincant, el grec Stéfanos Tsitsipàs va esdevenir el primer tennista d'aquest país en disputar una final de Grand Slam.[2][3][4][5]
- La tennista txeca Barbora Krejčíková va guanyar el primer títol individual de Grand Slam i el sisè del seu palmarès. Aquest títol va confirmar el punt d'inflexió d'aquesta temporada ja que tot just era el segon títol individual, que l'havia aconseguit un mes abans. També va esdevenir la primera tennista de 2016 en aconseguir el doblet ja que també es va imposar en la final de dobles femenins. En la final va derrotar la russa Anastassia Pavliutxénkova, que també disputava la primera final de Grand Slam després d'haver participat en 52 torneigs de Grand Slam. Per sisena ocasió consecutiva, la campiona d'aquest títol guanyava el seu primer títol individual de Grand Slam.[6][7][8]
- La parella francesa formada per Pierre-Hugues Herbert i Nicolas Mahut van reeditar el títol de 2018 per guanyar el seu cinquè títol de Grand Slam junts.[9]
- La parella txeca formada per Barbora Krejčíková i Kateřina Siniaková van guanyar el segon títol de Roland Garros i el tercer títol de Grand Slam juntes. Krejčíková va aconseguir el doblet amb el seu títol individual, i va poder recuperar el número 1 del rànquing de dobles.[10][11]
- La parella formada per l'estatunidenca Desirae Krawczyk i el britànic Joe Salisbury van guanyar el primer títol de dobles mixts de Grand Slam del seu palmarès.[12][13]

## Campions/es

### Elit
| Categoria          | Campions/es                           | Finalistes                        | Resultat                   |
| ------------------ | ------------------------------------- | --------------------------------- | -------------------------- |
| Individual masculí | Novak Đoković                         | Stéfanos Tsitsipàs                | 6−7(6), 2−6, 6−3, 6−2, 6−4 |
| Individual femení  | Barbora Krejčíková                    | Anastassia Pavliutxénkova         | 6−1, 2−6, 6−4              |
| Dobles masculins   | Pierre-Hugues Herbert Nicolas Mahut   | Alexander Bublik Andrey Golubev   | 4−6, 7−6(1), 6−4           |
| Dobles femenins    | Barbora Krejčíková Kateřina Siniaková | Bethanie Mattek-Sands Iga Świątek | 6−4, 6−2                   |
| Dobles mixts       | Desirae Krawczyk Joe Salisbury        | Ielena Vesninà Aslan Karatsev     | 2−6, 6−4, [10−5]           |

### Júniors
| Categoria          | Campions/es                      | Finalistes                           | Resultat    |
| ------------------ | -------------------------------- | ------------------------------------ | ----------- |
| Individual masculí | Luca Van Assche                  | Arthur Fils                          | 6−4, 6−2    |
| Individual femení  | Linda Nosková                    | Erika Andreeva                       | 7−6(3), 6−3 |
| Dobles masculins   | Arthur Fils G. Mpetshi Perricard | Martin Katz German Samofalov         | 7−5, 6−2    |
| Dobles femenins    | Alex Eala Oksana Selekhmeteva    | Maria Bondarenko Amarissa Kiara Tóth | 6−0, 7−5    |

## Distribució de punts i premis

### Distribució de punts
| Esdeveniment       | G    | F    | SF  | QF  | 4a ronda | 3a ronda | 2a ronda | 1a ronda | Q  | Q3 | Q2 | Q1 |
| Individual masculí | 2000 | 1200 | 720 | 360 | 180      | 90       | 45       | 10       | 25 | 16 | 8  | 0  |
| Dobles masculins   | 1000 | 600  | 360 | 180 | −        | −        | 90       | 0        | −  | −  | −  | −  |
| Individual femení  | 2000 | 1300 | 780 | 430 | 240      | 130      | 70       | 10       | 40 | 30 | 20 | 2  |
| Dobles femenins    | 1000 | 650  | 390 | 215 | −        | −        | 120      | 10       | −  | −  | −  | −  |

### Distribució de premis
| Esdeveniment | G         | F       | SF      | QF      | 4a ronda | 3a ronda | 2a ronda | 1a ronda | Q3     | Q2     | Q1     |
| Individuals  | 1.400.000 | 750.000 | 375.000 | 255.000 | 170.000  | 113.000  | 84.000   | 60.000   | 25.600 | 16.000 | 10.000 |
| Dobles       | 244.295   | 144.074 | 84.749  | 49.853  | 29.325   | 17.250   | 11.500   | −        | −      | −      | −      |

- Els premis són en euros.
- Els premis de dobles són per equip.